# Pointe Richardson
Pour les articles homonymes, voir Richardson.
La pointe Richardson est un sommet situé dans le massif des Écrins, dans les Alpes françaises. Il culmine à 3 312 m d'altitude.